# Stazione di Dormelletto
La stazione di Dormelletto è una fermata ferroviaria posta sulla linea Domodossola-Milano. Serve il centro abitato di Dormelletto. È gestita da Rete Ferroviaria Italiana che ai fini commerciali classifica l'impianto in categoria Bronze.

## Storia
La stazione fu aperta il 10 agosto 1921, in sostituzione di una casa cantoniera situata al chilometro 47,902 della linea Domodossola-Milano.

## Strutture e impianti
La stazione dispone di due binari passanti, collegati tramite un sottopassaggio.
Il primo binario serve i treni in direzione Milano, il secondo serve i treni in direzione Domodossola.

Era presente un binario utilizzato per gli incroci e per le precedenze, in seguito tale binario fu eliminato.

## Movimento
La stazione è servita dai treni regionali svolti da Trenitalia (collegamenti Milano-Domodossola) e Trenord (collegamenti Milano-Arona) svolti nell'ambito del contratto di servizio stipulato con le regioni Lombardia e Piemonte. I biglietti delle due regioni sono entrambi validi.